# York Road
York Road is een spookstation van de Londense metro in Kings Cross, Londen. Het ligt tussen King's Cross St. Pancras en Caledonian Road aan de Piccadilly Line.

## Geschiedenis
Het station is een van de oorspronkelijke stations van de Great Northern, Piccadilly and Brompton Railway (BNP&BR), de latere Piccadilly Line en werd samen met het initiële deel van de lijn geopend op 15 december 1906. Het bovengrondse stationsgebouw werd gebouwd in de kenmerkende stijl van architect Leslie Green, met een gevel van geglazuurde bloedrode tegels en bogen met ramen op de eerste verdieping. Het station werd gebouwd door aannemer Ford & Walton, de kenmerkende bloedrode tegels werden geleverd door de Leeds Fireclay Company.
Zoals voor de Eerste Wereldoorlog gebruikelijk werden de reizigers met liften vervoerd tussen de stationshal en de perrons. De liften werden paarsgewijs geplaatst in een ronde liftkoker met een diameter van 7 meter, voor noodgevallen is er een wenteltrap naast de liften. De vier elektrische liften werden vervaardigd door de Otis en kolonel HA Yorke, die het station bij de opening namens de Board of Trade inspecteerde, stelde vast dat ze 27,28 m stegen tussen de perrons en de stationshal. In tegenstelling tot de meeste andere stations van de Great Northern, Piccadilly & Brompton Railway daalden de liften bij York Road tot perronniveau terwijl de andere stations een tussenverdieping, iets boven de perrons, hebben en reizigers tussen lift en perron een trap moeten nemen. 
Om ruimte te hebben voor de liften tussen de perrons liggen deze verder uit elkaar en waren ze aan de uiteinden licht gebogen. Het oostelijke perron was 110 meter lang, het westelijke iets langer. De perrontunnels werden afgewerkt met tegels van George Woolliscroft & Son uit Hanley, Staffordshire. Net als bij de andere stations van Leslie Green hadden de tegels een uniek patroon voor de herkenbaarheid voor laaggeletterden. In dit geval een wit met kastanjebruin en baksteenrood patroon. Na de sluiting is het merendeel van de tegels grijs geverfd, maar een klein aan de noordkant van het oostelijke perron is nog in originele staat. Het station werd geventileerd door een ventilator, die lucht uit het station afzoog met een snelheid van 520 m3 per minuut.

## Sluiting
Het station ligt aan de kruising van Bingfield Street met York Way, destijds York Road, in een rustig industriegebied. Van meet af aan was er weinig aanloop en vanaf oktober 1909 stopten, om de diensten op andere stations te verbeteren, niet meer alle metro's bij York Road. Op 5 mei 1918 werden de zondagdiensten geschrapt en op 4 mei 1926 sloot het station helemaal als gevolg van een algemene staking. De staking duurde negen dagen, maar het station heropende pas in oktober na kamervragen in het Lagerhuis. In 1929 was de verlenging van de Piccadilly Line aan de orde en om de totale reistijd binnen de perken te houden werden negen stations, waaronder York Road voorgedragen voor sluiting. De ombouw met roltrappen was niet de moeite voor het geringe aantal reizigers en de rustigste stations, Down Street, Brompton Road en York Road werden geselecteerd voor sluiting. York Road was als laatste aan de beurt op 19 september 1932, tegelijk met de opening van de noordelijke verlenging van de Piccadilly Line van Finsbury Park naar Arnos Grove.

## Seinpost
Aan de noordkant van het oostelijke perron staat een kleine seinpost die tot 25 april 1964 in gebruik was om de overloopwissels vlak ten noorden van het station te bedienen. De overloopwissels werden al weinig gebruikt sinds op 25 november 1956 bij King's Cross ten zuiden van de perrons overloopwissels in gebruik werden genomen. De seinpost is vanuit langsrijdende metro's nog te zien.

## Herbestemming
Bovengronds is het ruim opgezette stationsgebouw duidelijk zichtbaar aan de oostkant van York Way. Het gebouw werd na de sluiting gebruikt door de Victor Printing Company, maar raakten uiteindelijk in verval. In 1989 werd het opgeknapt, en door het verwijderen van de gevelplaten werd de oorspronkelijke belettering weer zichtbaar. Ondergronds zijn de perrons verwijderd maar ligt wel een pad langs het spoor, omdat het station nog wel ingebruik is als nooduitgang is een van de dwarsverbindingen doorlopend verlicht. Hoewel een deel van het oostelijke perron is dichtgemetseld is het station zichtbaar uit de passeerdende metro's.  
In 2008 begon aan de westkant van York Way het herontwikkelingsproject King's Cross Central. In de voorbereidende fase startten Islington Council en Transport for London in 2005 een haalbaarheidsonderzoek naar de heropening van het station. Omdat er ook andere verkeersprojecten waren voorgesteld was de kans op korte termijn vrij klein. Om het station aan te passen aan de nieuwe normen zou £ 21 miljoen uitgetrokken moeten worden. Plaatselijke politici wilden graag dat het station zou worden heropend, enerzijds om King's Cross St. Pancras te ontlasten, anderzijds om de ontwikkeling van het gebied rond het station aan te jagen. DeLiberaal-democraten pleitten voor de heropening van het station in hun lokale verkiezingsprogramma van 2006 , en ten minste één kandidaat voor de Conservatieve Partij voerde op dezelfde manier campagne voor de heropening van het station.
In juni 2017 bespraken de gemeenteraad en Transport for London de mogelijke heropening van de stations Maiden Lane en York Road. Maiden Lane aan de overground maakte de meeste kans omdat de argumenten uit 1929 om York Road te sluiten nog steeds opgaan.

## Fotoarchief
- York Road station. London's Abandoned Tube Stations. Gearchiveerd op 18 augustus 2008.  Inclusief foto's van het ondergrondse deel.
- Photographic Archive. London Transport Museum. Gearchiveerd op 18 maart 2008. 
  - Stationsgebouw kort na de opening
  - De stationshal in 1927
  - Plattegronden